# Криштул, Борис Иосифович
Бори́с Ио́сифович Кри́штул (21 августа 1940, Москва — 6 ноября 2024) — советский и российский организатор кинопроизводства, педагог. Автор ряда книг о продюсировании в кино, заслуженный работник культуры Российской Федерации (2002).

## Биография
Родился 21 августа 1940 года в Москве. Его родители — Иосиф Евсеевич Криштул (1910—?), уроженец Новоград-Волынского, журналист, сотрудник журнала «За рулём», и Степанида Васильевна Одноралова (работала секретарём в Министерстве транспортного строительства). В начале войны отец ушёл на фронт (кавалер ордена Красной Звезды), а мать с маленьким сыном отправилась в эвакуацию к родственникам, в Ростов-на-Дону. Это чуть не стоило жизни мальчику, так как Ростов попал в зону фашистской оккупации и ребёнок чуть было не попал в еврейское гетто. Его тётка — донская казачка — грудью встала на защиту и заявила, что это её ребёнок. Этот эпизод Борис Иосифович запомнил на всю жизнь ().
После возвращения обучался в Московской школе № 254. В 12 лет он чуть не погиб на похоронах Сталина, — «крепкие мужские руки выдернули почти раздавленного 12-летнего мальчишку из толпы на Трубной площади и бросили в кузов грузовика», вспоминает Криштул.
После окончания 7 классов в 1954 году поступил в Ремесленное училище № 6 при Станкостроительном заводе им. Орджоникидзе на Шаболовке и в 1956 году получил специальность рабочего-станочника. Работал в макетном цехе авиационного завода при ОКБ Сухого, затем перешёл в лабораторию испытаний конструкций самолётов.
В декабре 1959 года поступил на работу на Киностудию имени Горького, разнорабочим, потеряв в зарплате вдвое.
Уже в 1960 году попал администратором в съёмочную группу сказочника Александра Роу, снимавшего «Вечера на хуторе близ Диканьки».
В 1960 году поступил на заочное отделение экономического факультета ВГИКа, а с 1961 года он уже постоянно работал администратором в киногруппах «Мосфильма»: «Возмездие» и «Софья Перовская» (1967).
ВГИК пришлось бросить после 4 курса, когда опытнейший директор В. С. Марон пригласил его на картину к Михаилу Калатозову «Красная палатка», — директорская группа с советской стороны организовывала съёмки в Арктике, на Земле Франца-Иосифа и Шпицбергене, фрахтовала теплоход для доставки съёмочной группы с вертолётом в Северный Ледовитый океан.
Далее были «Чайка» (1970), «Егор Булычов и другие» (1971), в 1971 году его прикомандировали в группу к Витаутасу Жалакявичусу, снимавшему «Это сладкое слово — свобода!». Фильм «Право на прыжок» (1972) стал последним, где Криштул был заместителем директора, студия направила его на Высшие курсы сценаристов и режиссёров, где в 1973 году создали отделение директоров картин для слушателей с разных киностудий. И в 1975 году Криштул получил профессиональный диплом, позволивший отныне назначать его директором картин.
В 1979 году был приглашён преподавать во ВГИК. Его тема — продюсирование, о чём им написано несколько книг. С начала 1990-х годов полностью переключился на преподавательскую деятельность, был доцентом ВГИКа.
Как член Союза кинематографистов России, с 1998 года Б. Криштул — председатель ревизионной комиссии СК России, входит в Правление Гильдии продюсеров и организаторов кинопроцесса СК России.
В 2003 году удостоен Благодарности министра культуры Российской Федерации за многолетний плодотворный труд, высокий профессионализм в работе и в связи с 60-летием со дня создания экономического факультета Всероссийского государственного института кинематографии имени С. А. Герасимова.
Скончался 6 ноября 2024 года в возрасте 84 лет.

## Фильмография
- 1974 — Если хочешь быть счастливым
- 1975 — Момент истины (В августе 44-го…) (не закончен)
- 1975 — От зари до зари
- 1977 — Фронт за линией фронта
- 1979 — Экипаж
- 1980 — О бедном гусаре замолвите слово
- 1981 — Отставной козы барабанщик
- 1982 — Нас венчали не в церкви
- 1983 — Рецепт её молодости
- 1984 — Выигрыш одинокого коммерсанта
- 1986 — Секунда на подвиг
- 1987 — Загадочный наследник
- 1988 — Поджигатели
- 1990 — Взбесившийся автобус
- 2006 — Евгений Леонов. Исповедь
- 2006 — Три с половиной жизни Ивана Пырьева
- 2007 — Зачем пережила тебя любовь моя...
- 2009 — Неизвестная версия. Вечера на хуторе близ Диканьки
- 2011 — Киновойны по-советски
- 2017 — Тайны кино. Служебный роман
- 2018 — Тайны кино. Адъютант его превосходительства

## Награды и Звания
- Заслуженный работник культуры Российской Федерации (2002) — за заслуги в области культуры[9]